# Beyenburg
Beyenburg is een kleine plaats in Langerfeld-Beyenburg in de stad Wuppertal in Duitsland. Het ligt niet ver van Lennep. Beyenburg hoort bij het traditionele gebied van het Nederfrankische dialect Limburgs. 
Beyenburg ligt aan de Uerdinger Linie en hoort sinds 1975 bij Wuppertal.

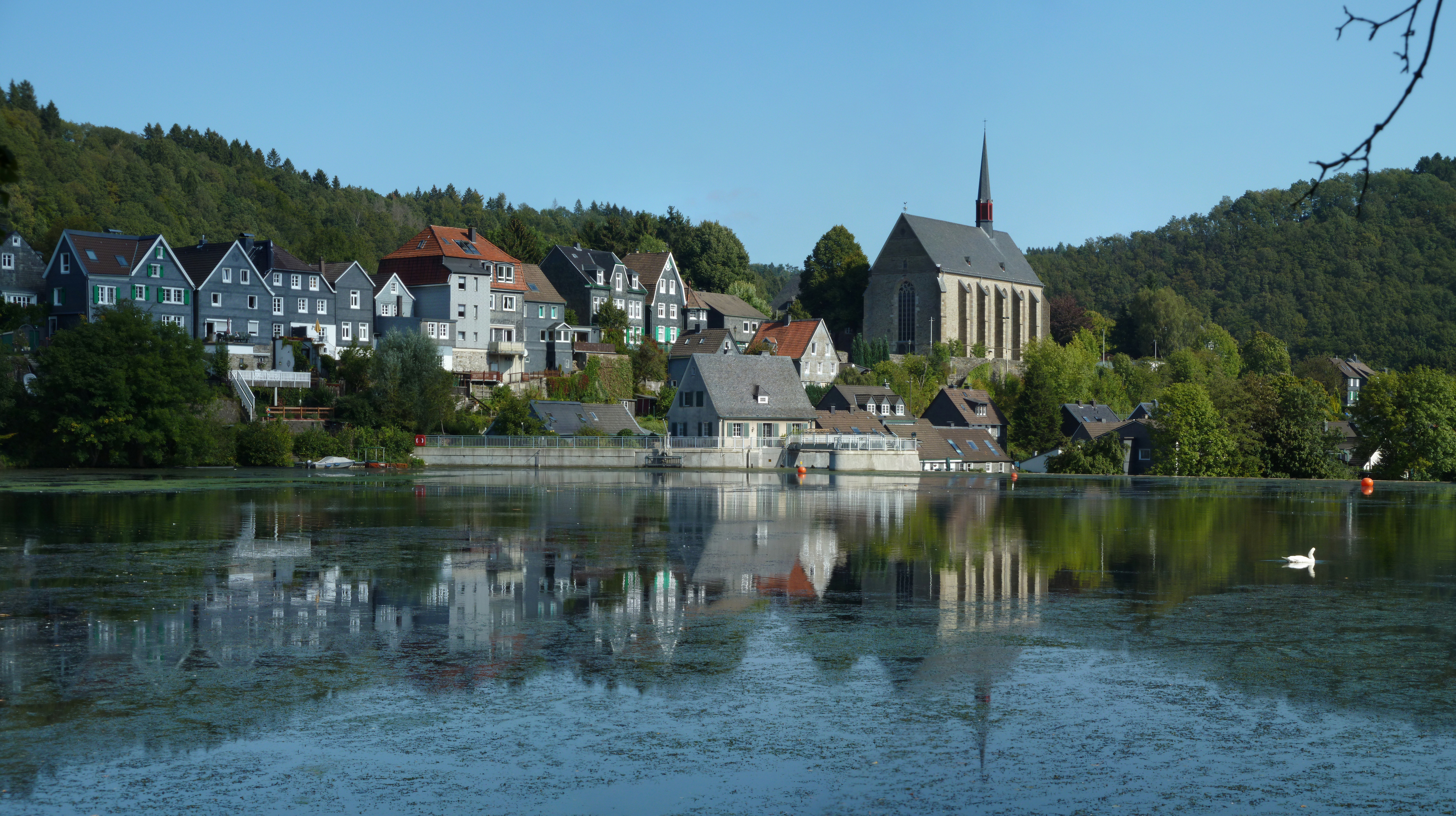
Beyenburg